# Carolina Pappalardo
Carolina Pappalardo (Catania, 17 agosto 1996) è una cestista italiana.
Alta 184 cm, ha giocato come ala a Napoli, La Spezia e Umbertide nella massima serie italiana e con Charleroi nella massima serie belga.
Ha vestito la maglia della Nazionale italiana giovanile; con Crema, ha vinto tre Coppe Italia di Serie A2 e ottenuto una promozione in Serie A1.

## Carriera

### Nei club
Con la Lazùr vince il Join the Game regionale Under-13 nel 2009 e Under-14 nel 2010, qualificandosi in entrambi i casi per le finali nazionali. Nel 2010-2011, è campionessa regionale Under-15, sempre con la Lazùr. Nel 2011-2012, esordisce in prima squadra, in Serie C regionale. Nel 2012-2013, viene convocata dal College Italia, ma alla fine rimane ancora alla Lazùr Basket Catania in Serie B e con cui vince il titolo regionale Under-17. Nel 2013, vince il premio Nino Donia come miglior giovane siciliana.
Nel 2013-2014, Pappalardo si trasferisce in Serie A3 per giocare con la Fortitudo Anagni; veste anche la maglia della formazione Under-19. Con le ciociare partecipa alle finali nazionali Under-19 da protagonista, dopo essere stata decisiva nel concentramento interzona. Dopo le esperienze a Latina, in Serie A3, e alla Dike Basket Napoli, nella massima serie, Pappalardo fa un rapido passaggio dalla Cestistica Spezzina e conclude la stagione 2016-2017 ad Umbertide.
Nel 2017-2018, si trasferisce nel campionato belga per giocare con Charleroi. Dopo un ottimo campionato d'esordio, in cui la squadra sfiora l'accesso alle semifinali play-off, è confermata una seconda stagione. Disputa un altro ottimo campionato e torna così in Italia, chiamata dalla Nico Basket Femminile di Pistoia. La squadra disputa un buon campionato, interrotto dal Covid. Passa dunque al Basket Team Crema, con cui vince le Coppe Italia di Serie A2 2020 e 2021. In quest'ultima edizione, è inserita nel miglior quintetto grazie all'ottima prestazione in finale.
Nel 2021-2022, ha vinto per la terza volta la Coppa Italia di A2 e poi ha conquistato la promozione in Serie A1, vincendo la finale contro Udine. Nel 2024-2025 torna a Crema, in Serie C.

### In Nazionale
A 12 anni, è nel giro della selezione giovanile Azzurrina; nella selezione regionale si prepara per il Trofeo delle Regioni 2009, a cui viene convocata. In seguito a questa partecipazione, viene convocata per l'Italia under 16; con le Azzurre, era già stata presente in Nazionale U14 e U15.
Durante la stagione successiva, è di nuovo nel giro di Azzurrina ed è convocata per la seconda volta per il Trofeo delle Regioni con la rappresentativa siciliana. Chiude il torneo al 15º posto, ma personalmente è un grande torneo, viste le statistiche che la vedono miglior stoppatrice e rimbalzista del torneo e miglior marcatrice della sua squadra. È quindi convocata nuovamente per la Nazionale U15, nell'estate 2011, per il raduno di Cagliari. È poi convocata per il Trofeo Sicilia con la rappresentativa catanese Under-16; la squadra chiude terza.
Ha un'esperienza con la Nazionale 3x3 Under-18, durante lo Streetball Italian Tour 2014. Nello stesso anno, è nel giro della Nazionale U-18 e due anni dopo è convocata per un raduno dell'Italia under 20.

## Statistiche
Statistiche aggiornate al 20 maggio 2023

### Stagione regolare
| Stagione        | Squadra                   | Competizione | Partite | Partite | Partite | Statistiche tiro | Statistiche tiro | Statistiche tiro | Altre statistiche | Altre statistiche | Altre statistiche | Altre statistiche | Altre statistiche |
| Stagione        | Squadra                   | Competizione | Pres.   | Titol.  | Minuti  | Tiri da 2        | Tiri da 3        | Liberi           | Rimb.             | Assist            | Rubate            | Stopp.            | Punti             |
| --------------- | ------------------------- | ------------ | ------- | ------- | ------- | ---------------- | ---------------- | ---------------- | ----------------- | ----------------- | ----------------- | ----------------- | ----------------- |
| 2011-2012       | Lazùr Basket Catania      | Serie C      | 16      |         |         |                  |                  |                  |                   |                   |                   |                   | 155               |
| 2012-2013       | Lazùr Basket Catania      | Serie B      | 6       |         |         |                  |                  |                  |                   |                   |                   |                   | 35                |
| 2013-2014       | BancAnagni BCC Anagni     | Serie A3     | 18      |         | 476     | 39/115           | 9/49             | 33/48            | 124               | 9                 | 28                | 3                 | 138               |
| 2014-2015       | Redimedica Bull Latina    | Serie A3     | 14      |         | 230     | 22/55            | 7/33             | 2/4              | 57                | 5                 | 21                | 1                 | 67                |
| 2015-2016       | Saces Mapei Givova Napoli | Serie A1     | 28      |         | 114     | 6/21             | 0/9              | 0/0              | 16                | 2                 | 0                 | 3                 | 12                |
| '16-nov. '16    | Carispezia la Spezia      | Serie A1     | 5       |         | 19      | 0/1              | 0/2              | 0/0              | 2                 | 0                 | 1                 | 0                 | 0                 |
| nov. '16-'17    | PF Umbertide              | Serie A1     | 19      |         | 153     | 8/21             | 4/7              | 1/2              | 28                | 3                 | 3                 | 0                 | 29                |
| 2017-2018       | Spirou Ladies Charleroi   | Div. 1       | 25      |         | 478     | 50/127           | 3/17             | 38/50            | 133               | 13                | 30                |                   | 147               |
| 2018-2019       | Spirou Ladies Charleroi   | Div. 1       | 24      |         | 548     | 73/157           | 4/17             | 37/52            | 132               | 17                | 32                |                   | 195               |
| 2019-2020       | Nico Basket Femminile     | Serie A2     | 20      |         | 601     | 95/215           | 17/45            | 49/78            | 138               | 16                | 44                | 2                 | 290               |
| 2020-2021       | Parking Graf Crema        | Serie A2     | 28      |         | 728     | 66/162           | 28/58            | 45/59            | 190               | 29                | 48                | 2                 | 261               |
| 2021-2022       | Parking Graf Crema        | Serie A2     | 33      |         | 810     | 119/223          | 7/34             | 37/46            | 203               | 33                | 74                | 3                 | 296               |
| 2022-2023       | Parking Graf Crema        | Serie A1     | 14      |         | 60      | 2/8              | 0/2              | 1/2              | 13                | 1                 | 7                 | 0                 | 5                 |
| Totale carriera |                           |              |         |         |         |                  |                  |                  |                   |                   |                   |                   |                   |

### Coppe nazionali
}
| Stagione        | Squadra                           | Competizione          | Partite | Partite | Partite | Statistiche tiro | Statistiche tiro | Statistiche tiro | Altre statistiche | Altre statistiche | Altre statistiche | Altre statistiche | Altre statistiche |
| Stagione        | Squadra                           | Competizione          | Pres.   | Titol.  | Minuti  | Tiri da 2        | Tiri da 3        | Liberi           | Rimb.             | Assist            | Rubate            | Stopp.            | Punti             |
| --------------- | --------------------------------- | --------------------- | ------- | ------- | ------- | ---------------- | ---------------- | ---------------- | ----------------- | ----------------- | ----------------- | ----------------- | ----------------- |
| 2016/2017       | Pallacanestro Femminile Umbertide | Coppa Italia Serie A2 | 1       |         | 15      | 1/2              | 0/1              | 0/0              | 2                 | 0                 | 0                 | 0                 | 2                 |
| 2020/2021       | Parking Graf Crema                | Coppa Italia Serie A2 | 3       |         | 77      | 12/21            | 0/2              | 6/7              | 27                | 2                 | 4                 | 2                 | 30                |
| 2020/2021       | Parking Graf Crema                | Coppa Italia Serie A2 | 3       |         | 69      | 5/16             | 3/8              | 4/4              | 17                | 3                 | 2                 | 0                 | 23                |
| 2021/2022       | Parking Graf Crema                | Coppa Italia Serie A2 | 3       |         | 64      | 4/8              | 0/0              | 2/2              | 11                | 4                 | 5                 | 0                 | 10                |
| Totale carriera |                                   |                       |         |         |         |                  |                  |                  |                   |                   |                   |                   |                   |

## Palmarès
- Coppa Italia di Serie A2: 3
Crema: 2020, 2021, 2022
- Campionato italiano di Serie A2: 1
Crema: 2021-2022